# Marcello Foa
Marcello Luigi Foa (Milano, 30 settembre 1963) è un giornalista, dirigente d'azienda e scrittore italiano con cittadinanza svizzera. Dal 26 settembre 2018 al 16 luglio 2021 è stato presidente della Rai.

## Biografia

### Origini e formazione
Marcello Foa è nato il 30 settembre 1963 a Milano, ma è cresciuto a Lugano. Appartenente a una famiglia di origine ebraica con una madre greca di religione ortodossa, si dichiara cattolico. Ha la doppia cittadinanza svizzera e italiana. Laureato in scienze politiche all'Università degli Studi di Milano, ha iniziato la sua carriera nel 1984 a Lugano, alla Gazzetta Ticinese, e poi nel 1987 al Giornale del Popolo, due quotidiani ticinesi.

### Carriera professionale

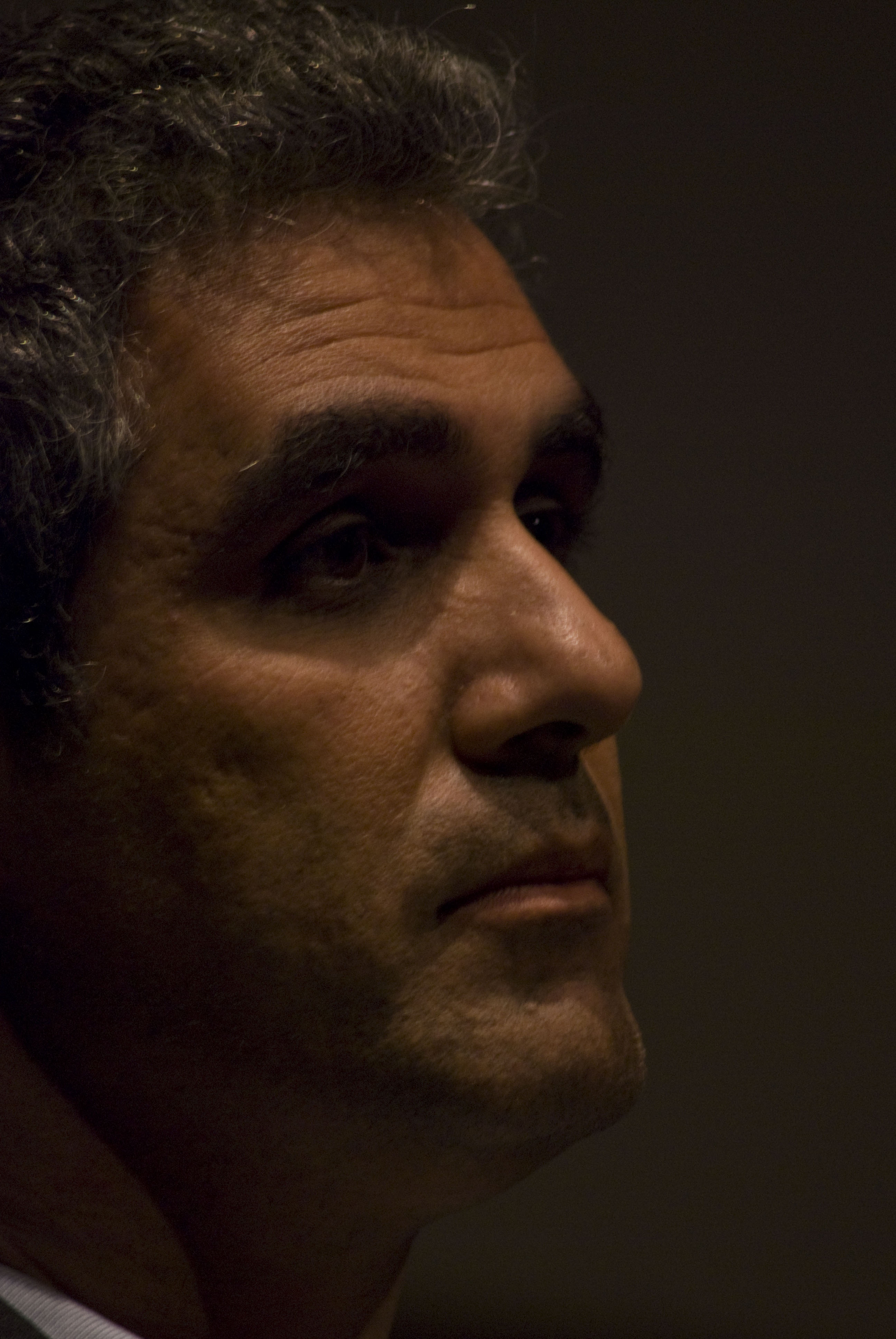
Un primo piano di Marcello Foa

Nel 1989 si iscrive all'Ordine dei giornalisti in Italia come giornalista professionista. Nel novembre dello stesso anno è assunto a il Giornale di Indro Montanelli come viceresponsabile esteri e nel 1993 è promosso caporedattore esteri. In tale veste, Foa si occupa del processo di riunificazione tedesca ed è spesso a Mosca, dove assiste al crollo dell'Unione Sovietica e alle fasi successive, fino al 2008.
Nel 2004 fonda con Stephan Russ-Mohl l'Osservatorio europeo del giornalismo presso la facoltà di scienze della comunicazione dell'Università della Svizzera italiana (USI), un istituto che si propone di promuovere la qualità nel giornalismo e stabilire ponti tra l'editoria e il mondo accademico e tra le diverse culture giornalistiche in Europa. L'Osservatorio ha ricevuto nel 2005 il Media Award come miglior istituto di ricerca svizzero dal Verein Qualität im Journalismus (Associazione per la qualità nel giornalismo).
L'istituto è stato diretto, sin dalla fondazione, dal professor Russ-Mohl, mentre Foa in questi anni ha mantenuto la carica di vicedirettore con incarichi prevalentemente strategici.
Dal 2004, per diversi anni, ha tenuto corsi di giornalismo e comunicazione sia a livello di bachelor, che di master. Attualmente insegna "Comunicazione e media nell'ambito delle relazioni internazionali" all'USI.
Per diversi anni ha tenuto corsi di giornalismo internazionale al master di giornalismo dell'Università Cattolica del Sacro Cuore di Milano e ha insegnato anche ai corsi del master in giornalismo presso l'Università degli Studi a Milano e, tuttora, ai corsi di giornalismo della Svizzera Italiana. Da oltre un decennio viene invitato regolarmente a partecipare a convegni accademici e a tenere lezioni e conferenze.
Nell'agosto 2005 viene nominato inviato speciale de il Giornale e segue, in particolare, i processi elettorali negli Stati Uniti, in Germania, nel Regno Unito, in Francia; inoltre compie reportage economici in Italia e sulla questione islamica sulle due sponde del Mediterraneo, specializzandosi nelle questioni geostrategiche e geoeconomiche.
Nell'estate del 2011 lascia il Giornale e diventa direttore generale del gruppo editoriale Timedia Holding SA di Melide (Svizzera) e del Corriere del Ticino, il più importante e più antico quotidiano della Svizzera Italiana. Un anno dopo, Foa assume anche la carica di amministratore delegato sia della Società Editrice del Corriere del Ticino SA di Muzzano (Svizzera), sia del gruppo (TImedia, in seguito mediaTI Holding, è confluito nel gruppo della Società Editrice del Corriere del Ticino SA). Durante tutto il periodo di permanenza sul territorio elvetico continua a mantenere attivo il blog personale Il cuore del mondo sull'edizione online del quotidiano di Via Negri.
Dal 2016 siede nel consiglio d'amministrazione della WEMF, l’Istituto di ricerca che rileva e certifica tirature e lettorati di tutte le testate svizzere, in rappresentanza dell’Associazione degli editori della Svizzera Italiana, Stampa Svizzera.
Nel corso della sua carriera giornalistica ha collaborato con varie testate radiotelevisive, tra le quali BBC Radio (di cui è stato collaboratore dall'Italia per un decennio), Rai Radio 3, Rai 1, RSI e ha partecipato a molti programmi radiotelevisivi sia in Italia (Rai 2, Rai Radio 1, Radio 24, Canale 5, Italia 1, Rete 4, La7), sia all'estero (CNBC, BBC, Russia Today, Arté). Ha anche collaborato con il blog del fondatore del Movimento 5 Stelle, Beppe Grillo. Nel maggio 2014, inoltre, è stato nominato vicepresidente dell'associazione Asimmetrie, centro studi di questioni economiche di impianto euroscettico fondato dall'economista Alberto Bagnai, in seguito eletto senatore nelle file della Lega.
Il 27 luglio 2018 viene proposto dal governo Conte I, sostenuto dal Movimento 5 Stelle e dalla Lega, quale nuovo presidente della Rai, carica alla quale viene eletto il 31 luglio dal consiglio di amministrazione della Rai, ma il 1º agosto la sua nomina viene bocciata dalla commissione di vigilanza Rai con 22 voti favorevoli alla designazione ed una scheda bianca su un quorum di 27. Il suo nome sarà in seguito riproposto dal CdA e il 26 settembre 2018 diventa ufficialmente Presidente Rai, raggiungendo il quorum necessario di 27 voti in commissione di vigilanza. Votano a suo favore M5S, Lega, FdI e FI mentre il PD si astiene contestando la riproposizione del nome di Foa. L'amministrazione della Rai ha in seguito approvato la nomina di Foa a presidente di Rai Com.
Dopo il termine dell'esperienza triennale da presidente della Rai, conclusasi il 16 luglio 2021, Foa è stato eletto come membro indipendente del consiglio di amministrazione di Azimut Holding, società che si occupa di consulenza e gestione patrimoniale quotata all'indice FTSE MIB della Borsa di Milano.
Dall'11 settembre 2023 conduce su Rai Radio 1 Giù la maschera. Dal luglio successivo, inizia a collaborare come commentatore e editorialista a InsideOver, magazine online di approfondimento sugli scenari geopolitici e la politica internazionale separatosi nel febbraio precedente da IlGiornale.it, testata di cui Foa era stato responsabile.

## Controversie

### Complottismo e notizie false
Foa ha più volte appoggiato diverse teorie del complotto come le false flag di Al Qaeda che sarebbero state concepite dal Pentagono, la teoria che (ipotesi già smentita dalla scienza) «iniettare 12 vaccini in un arco di tempo ristretto nel corpo di un bambino provoca uno shock al corpo del bambino molto forte che rischia di danneggiare il suo normale equilibrio» o che alla polizia tedesca sarebbe stato ordinato (sotto il Governo Merkel III) di evitare allarmismi e di nascondere le prove di matrici terroristiche islamiche dei possibili attentanti nel paese salvo poi ammettere l'errore.
Il 4 novembre 2017 pubblica nel suo blog sul sito de il Giornale quello che definisce un rapporto che proverebbe che diversi deputati del Partito Democratico sarebbero finanziati dalla Open Society Foundations del finanziere ungherese George Soros e il 19 ottobre 2018 riprende tale notizia nel corso di un'intervista al quotidiano israeliano Haaretz. In realtà il dossier, risalente al 2014 e redatto da una società di consulenza per l'Open Society Foundations, si limitava a suggerire con quali deputati italiani ed europei la ONG avrebbe potuto instaurare rapporti. Non appena appresa la notizia, Patrizia Toia, a nome dei deputati europei del PD, annuncia l'intenzione di querelarlo per tali dichiarazioni diffamatorie.

### Teoria del gender
Foa in alcuni suoi articoli ha sostenuto l'esistenza dell'ideologia gender. Secondo Foa «una battaglia a tutela della minoranza gay viene usata per tentare di sradicare l'identità sessuale naturale della stragrande maggioranza delle persone [...] è una aberrazione che però si afferma sempre più».

### Ilaria Alpi
In quanto presidente della Rai S.p.A., il 22 luglio 2020 Marcello Foa è stato oggetto di un'interrogazione da parte della Commissione parlamentare per l'indirizzo generale e la vigilanza dei servizi radiotelevisivi atta a determinare le motivazioni del rifiuto della Rai a produrre/promuovere/trasmettere il film d'animazione Somalia94 - Il caso Ilaria Alpi di Marco Giolo.

## Premi
- Nel maggio 1989, all'età di 25 anni, ha vinto il premio giornalistico Lucini per la miglior prova scritta all'esame dell’Ordine dei giornalisti per l’iscrizione all’albo dei professionisti[38].

- Ha ricevuto nel 2013 il Premio delle Arti e della Cultura per il giornalismo[6].

- Nel 2018 ha vinto il Premio Oriana Fallaci[39], onorificenza istituita da Armando Manocchia, proprietario del sito di fake news Imola Oggi[40].

## Opere
- Gli stregoni della notizia. Da Kennedy alla guerra in Iraq: come si fabbrica informazione al servizio dei governi, Milano, Guerini e associati, 2006, ISBN 88-8335-783-3.
- Il ragazzo del lago, Milano, Piemme, 2010, ISBN 978-88-566-1055-0.
- Il bambino invisibile, Milano, Piemme, 2012, ISBN 978-88-566-2045-0.
- Gli stregoni della notizia - Atto secondo. Come si fabbrica informazione al servizio dei governi, Milano, Guerini e associati, 2018, ISBN 978-88-6250-679-3.
- Il sistema (in)visibile. Perché non siamo più padroni del nostro destino, Milano, Guerini e associati, 2022, ISBN 978-88-6250-867-4.
- La Società Del Ricatto. E Come Difendersi, Milano, Guerini e Associati, 11 aprile 2025, ISBN 978-8862509503.